# 第八屆十大中文金曲得獎名單
第八屆十大中文金曲得獎名單列出1986年1月25日舉行之第八屆十大中文金曲頒獎音樂會的得獎名單。主題曲為《明天會更好》、《和平穿梭機》。

## 十大中文金曲[1]
- 《雨夜的浪漫》（主唱：譚詠麟 作曲：鈴木喜三郎 填詞：向雪懷）
- 《誰可相依》（主唱：蘇芮 作曲：林敏怡 填詞：潘源良）
- 《不羈的風》（主唱：張國榮 作曲：大澤譽志幸（日语：大澤誉志幸） 填詞：林振強）
- 《聽不到的說話》（主唱：呂方 作曲：杉真理（日语：杉真理） 填詞：向雪懷）
- 《最緊要好玩》（主唱：許冠傑 作曲：許冠傑 填詞：林振強）
- 《蔓珠莎華》（主唱：梅艷芳 作曲：宇崎龍童 填詞：潘偉源）
- 《情已逝》（主唱：張學友 作曲：來生孝夫（日语：来生たかお） 填詞：潘源良）
- 《每一個晚上》（主唱：林子祥 作曲：Andrew Lloyd-Webber / 黃自 填詞：林振強）
- 《順流、逆流》（主唱：徐小鳳 作曲：蔡國權 填詞：蔡國權）
- 《愛情陷阱》（主唱：譚詠麟 作曲：芹澤廣明（日语：芹澤廣明） 填詞：潘源良）

## 最有前途新人獎[1]
- 金獎：張學友 (Smile Again 瑪莉亞)
- 銀獎：何嘉麗 (情為你癡)
- 銅獎：鄺美雲 (再坐一會)
- 進入決賽八強：小島樂隊(她的心)、林憶蓮(愛情 I Don't Know)、周啟生(I Love You So)、劉德華(只知道此刻愛你)、李宗浩(十萬個明天)

## 其他獎項
- 最佳唱片監製獎：《Smile》（ 歐丁玉 、周華年）[2]:47
- 最佳編曲獎：《每一個晚上》（編曲：鮑比達 主唱：林子祥）[2]:46
- 最佳唱片封套設計獎：《十分十二寸》（設計：朱廼義 歌手：林子祥）[2]:46
- 最有創意歌曲獎：《十分十二寸》（主唱：林子祥）[2]:47
- 最佳中文（流行）歌曲獎：《誰可相依》（林敏怡）[1]
- 最佳中文（流行）歌詞獎：《順流‧逆流》（蔡國權）[1]
- 84年度最受歡迎演出歌曲獎：《酒矸倘賣無》（主唱：蘇芮 作曲：侯德健 填詞：侯德健）[2]:46
- IFPI 大獎：譚詠麟[1]
- 金針獎：許冠傑 (世事如棋、天才白痴夢、日本娃娃、雙星情歌、鐵塔凌雲)[1]